# Sommommoli
I sommommoli sono delle frittelle di riso spolverate di zucchero in grani o a velo diffuse in Toscana tra le provincie di Firenze e Prato. È consuetudine iniziarne la preparazione nel periodo pasquale. La loro ricetta è simile a quella dei sgonfiotti, dei galletti e dei coccoli, tutte varianti della stessa ricetta di frittella (dolce o salata), tradizionalmente vendute per le strade del fiorentino.